# Урке Нахальник
У́рке Наха́льник (идиш אורקע נאכאלניק‎; настоящее имя И́цек Бо́рух Фарбаро́вич; род. июнь 1897, Визна, Ломжинский повят, Подлясское воеводство, Царство Польское — ум. 11 ноября 1939, Отвоцк, Отвоцкий повят, Мазовецкое воеводство, Польша) — довоенный польско-еврейский писатель, криминальный авторитет, жертва Холокоста.

## Биография
Родился в еврейской хасидской семье торговца зерном Шмуэля Фарбаровича и Хаи-Иоспы Фарбарович. В детстве обучался в хедере, отличался способностью к учебе и бунтарским характером. По настоянию религиозной матери в 1910—1912 годах учился в Ломжинской иешиве. С 1912 по 1913 — в иешиве в Быхове. После смерти матери в 1913 году, лишившись финансовой поддержки, был вынужден вернуться в Визну. Из-за конфликта с отцом бежал в Вильно, украв дома деньги. Некоторое время проработав в одном из местечек Виленского края учителем иврита, совершил кражу золотых часов и бумажника у знакомого преподавателя французского языка. При попытке выехать из города был задержан полицией. 15 сентября 1913 года водворен в Ломжинскую каторжную тюрьму «Червоняк», где отбывал своей первый срок.
В 1914 году освобожден под залог, внесенный его отцом. По настоянию родственников, уехал вглубь России работать в пекарне, принадлежавшей его дяде. Из-за болезни и непростых отношений с дядей, в мае 1914 года, снова вернулся домой. В родном местечке устроился помощником извозчика, связанного с бандой Цвайноса. Оказавшись в кругу «профессиональных» воров, стал возить их на «дело», а позже был принят полноценным членом банды. Во главе с Цвайносом банда занималась кражами со взломом на просторах западных губерний Российской империи и Германии. В общей сложности провел семнадцать лет в различных тюрьмах за грабежи и воровство.
В январе 1932 года был досрочно освобожден и, чтобы окончательно завязать с прежним ремеслом, поселился под Вильно, где занялся литературным трудом. Использовал псевдоним, состоявший из старой воровской клички «Нахальник», полученный из-за невероятной дерзости в совершении преступлений, и жаргонного слова «Урке» (арго — «вор»). Формально не отходя от иудаизма, в религии разочаровался.
3 ноября 1932 года женился на Саре Кесель, медсестре виленской еврейской больницы. Супруги Фарбарович сначала жили на окраине Вильно, но впоследствии переехали в Отвоцк, респектабельный пригород Варшавы. Супружеская пара сначала проживала в двухэтажной вилле по улице Майтейки, но в 1937 году, вместе с женой и сыном Шмулем, Нахальник переехал в пансионат Радонинских, расположенный рядом с синагогой Гольдберга. Деньги на содержание семьи в основном зарабатывал публикацией своих коротких рассказах в американских еврейских изданиях.
В начале Второй мировой войны оставался с семьей в Отвоцке. В октябре 1939 года Урке Нахальник и его сосед Гершон Радонинский спасли из горящей синагоги 2 свитка Торы, закопав их впоследствии в лесу. По доносу оба вскоре были схвачены немцами. При обыске у Урке Нахальника нашли оружие, а во время ареста он, по некоторым данным, кричал: «Не думайте, что еврейскую кровь можно проливать безнаказанно! Придет и ваш конец!». Согласно одному из источников, задержание Нахальника произошло в тот момент, когда тот пытался повредить железнодорожное полотно, совершая акт саботажа.
По приказу командующего Отвоцким гестапо Вальтера Шлихта, 11 ноября 1939 Урке Нахальник был расстрелян. По некоторым другим источникам — погиб в 1942 году.
Семье казненного было разрешено эксгумировать тело и похоронить его на местном еврейском кладбище. Где именно похоронен Урке Нахальник до сих пор не установлено. Судьба жены Нахальника Сары Фарбарович и их сына Шмуля неизвестна.

## Литературное творчество
В местах лишения свободы Нахальник самостоятельно выучил польскую грамоту и вскоре стал большим любителем чтения. Отдавал предпочтение произведениям Генрика Сенкевича, Джозефа Конрада, Вацлава Серошевского, Максима Горького и Джека Лондона. В 1927 году в тюрьме в Равиче, отбывая 8-летний срок за попытку ограбления белостокского купца, Урке Нахальник решил заняться литературой, записавшись в тюремную литературную студию. В Равиче он написал десять тетрадей стихов, который впоследствии были утрачены, а также черновики нескольких книг. Свои первые стихи опубликовал в «Głos Więźnia» («Голос заключенного»), периодическом издании изолятора на ул. Раковецкой в Варшаве. В 1930 году он решил отправить в издательство «Рой», которым руководил Мельхиор Ванькович, машинопись своего первого романа «Любовь преступника». Ваньковичу, занимавшемуся поиском неизвестных талантов, роман показался слабым. Однако, обратив внимание на способности начинающего писателя, тот уговорил Нахальника написать автобиографию.
Случайно с автобиографией заключенного познакомился Станислав Ковальский, польский ученый-психолог и писатель, работавший в равичской тюрьме. Решив во что бы то ни стало опубликовать работы заключенного, Ковальский написал письмо Юзефу Пилсудскому с просьбой о помиловании чрезвычайно талантливого преступника.
В 1933 году на польском языке была опубликована первая книга Нахальника «Życiorys własny przestępcy» («Биография преступника») со вступительным словом профессора Познанского университета Стефана Блаховского. В том же году в Риге вышел перевод книги на русский язык. Вскоре книга была опубликована на идише в Варшаве, Риге, Нью-Йорке и Буэнос-Айресе. Посетив Идишский научный институт (Идишер висеншафтлехер институт, YIVO) в Вильно, он чрезвычайно заинтересовался лексикографическим сборником высказываний из еврейского преступного мира, сделав для словаря еврейского арго некоторые важные дополнения и исправления.
Начав карьеру польскоязычного писателя, Урке Нахальник вскоре перешел на родной язык. Героями его произведений были люди из преступного мира, а основной темой — их жизнь на свободе и в польских тюрьмах. До начала Второй мировой войны его произведения публиковались в польской прессе и в газетах на идиш, издававшихся в Польше и за рубежом.
После переезда в Отвоцк Нахальник вступил в варшавский союз еврейских литераторов. Его произведение «Din toyre, shpanendiker roman fun a ganef» («Суд, захватывающая история вора»), поставленное актрисой и драматургом Розой Шошаной в варшавском театре «Скала», снискала невероятный успех на еврейской театральной сцене.

## Избранные произведения
- Miłość przestępcy («Любовь преступника»), M. Fruchtman, Warszawa 1933.
- Życiorys własny przestępcy («Автобиография преступника»), Tow. Opieki nad Więźniem «Patronat», Warszawa 1933;
- Wydawnictwo Łódzkie, Łódź 1989. Żywe grobowce («Живые мертвецы»), Towarzystwo Wydawnicze «Rój», Warszawa 1934.
- Жертва женщин: от школы к тюрьмѣ: исповъдь преступника / Урке Нахальник; перевод с польскаго Л. Гданскій. Рига: Изданіе переводчика, 1934.
- Gdyby nie kobiety («Если бы не женщины»), M. Fruchtman, Warszawa 1938.
- Majn lebnsweg: fun der jesziwe un tfise biz cu der literatur ("Мой образ жизни: от иешивы и тюремного заключения к литературе), N. Szapiro, Warszawa 1938.
- Menczn on a morgn; tyt. pol. Ludzie bez jutra («Люди без утра»), Wydawnictwo Herkules, Warszawa 1938.
- Rozpruwacze («Потрошители»), M. Fruchtman, Warszawa 1938.
- W matni («В ловушке»), M. Fruchtman, Warszawa 1938.